# キャン・ボズドガン
- カン・ボズドガン

キャン・ボズドガン（Can Bozdogan, 2001年4月5日 - ）は、ドイツ・ノルトライン＝ヴェストファーレン州ケルン出身のサッカー選手。エールディヴィジ・FCユトレヒト所属。ポジションはMF。

## クラブ経歴
幼少時代から地元の1.FCケルンで過ごし、2018年にユースリーグに昇格。U-19チームで24試合に出場したものの、トップチーム昇格には至らず、2019年にライバルチームのシャルケ04と契約。2019-20シーズンにU-19リーグで13試合3得点を記録し、2020年6月にトップチームに昇格、14日のバイエル・レバークーゼン戦で先発出場でプロデビュー。マヌエル・ノイアーやメスト・エジルらを輩出したシャルケの逸材として注目を集める。更に7月には、アトレティコ・マドリードやトッテナム・ホットスパーFCなどが、ボズドガンの獲得に興味を示していると報じられた。
2021年8月27日、ベシクタシュJKへの1年間のローン移籍が発表された。
2022年7月26日、エールディヴィジのFCユトレヒトに2022-23シーズンはレンタル移籍することが決定した。

## 代表歴
2016年からドイツの世代別代表に招集されており、2018年にはU-17ドイツ代表としてUEFA U-17欧州選手権2018に出場し、グループステージ第2節のセルビア代表戦でゴールを挙げたが、チームはグループステージで敗退した。